# 風洞鄉
風洞鄉（風洞公社），是四川省鄰水縣下轄的一個鄉鎮級行政單位。

## 沿革[1]
1981年12月14日，為在一個地區內公社不重名，經達縣地區行署批准，罐子人民公社管委會改為風洞人民公社管委會。1984年1月，根據中共中央體制改革要求，縣委又決定撤銷風洞人民公社管委會，建立風洞鄉人民政府。1994年并入八耳鎮。